# Adam et ses clones
Pour plus de détails, voir Fiche technique et Distribution.
Adam et ses clones (en anglais : Splitting Adam) est un téléfilm américain diffusé le 16 février 2015. Le film met en scène Jace Norman (de Henry Danger), Jack Griffo (des Thunderman), Isabela Moner (de 100 choses à faire avant le lycée) et Tony Cavalero (de Rock Academy, en 2016).
Adam et ses clones a remporté le prix du « Meilleur programme pour enfants » au Léo 2016. Son réalisateur, Scott McAboy, a aussi gagné la meilleure réalisation dans la catégorie « programme pour enfants ».

## Synopsis
Adam, jeune adolescent américain, n’a jamais le temps de se reposer! N’ayant que 5 dollars d’argent de poche par semaine, il doit sans cesse jongler entre son job dans le parc d’attraction de sa ville, tondre la pelouse du voisin, distribuer les journaux, promener les chiens des habitants du quartier, s’occuper de sa petite sœur… 
Mais tout va changer quand son oncle Mich, magicien de profession débarque de Las Vegas avec un banc-solaire qu’il a dégoté dans une vente aux enchères. Adam se retrouvera malgré lui piégé dans cette machine, ses amis Dani et Sheldon finiront par le sortir.
Le lendemain matin, Adam se réveille à côté d’un parfait clone de lui mais possédant toute sortes de qualités que lui n’a pas. Ce dernier lui demandera d’effectuer des corvées pour lui pendant son absence. 
À la suite de cet événement, Adam et ses amis créeront plusieurs autres clones alliant d’autres faces de la personnalité d’Adam et élaboreront un plan pour séduire la fille de ses rêves, Lori.
Les clones étant trop limités, Adam pense que le plan est un échec et décide de créer le clone « parfait ». Dès le lendemain, ce clone fait son effet, il sauve une vie au Parc aquatique Crash n’Splash et prend la place de maitre-nageur de Vance, pourtant nommé 3 années de suite sauveteur du mois. 
Lori fut impressionnée par ça et accepta un rendez-vous le soir au restaurant avec « Parfait ».
Durant le rencard, Adam, très gêné et maladroit, sont surveillés par Dani et « Parfait » qui est en colère que Adam lui « gâche » son rencard. Après le restaurant, Adam emmène Lori à son endroit préféré, le Crash n’Splash. Toujours surveillés par Dani et « Parfait » ils passeront la soirée là-bas en s’amusant, ce qui fera enrager « Parfait ».
Ce dernier va alors commencer à agir de manière rebelle et extrêmement narcissique quant aux initiatives d’Adam. Il prendra plusieurs clones avec lui pour mettre la pression à Vance afin qu’il s’éloigne de Lori et qu’il ne joue pas avec son groupe durant la grande fête annuelle. Il volera également le téléphone d’Adam et son scooter. 
N’ayant plus le groupe de Vance pour animer la fête, le directeur du parc met la pression à Adam pour qu’il trouve un remplaçant, Adam proposera l’offre à son oncle magicien. Après cela Adam rentre chez lui avec Lori et tout est saccagé, ses clones sont ligotés et bâillonnés. Le premier clone d’Adam lui informe que « Parfait » est parti après qu’il lui ai montré une vidéo d’un scientifique parlant du banc solaire et de sa capacité à cloner. Après l’apparition de maux de tête et de plaques d’urticaire, il reste 8 heures de vie au sujet cloné, ainsi qu’à ses clones. À moins que tous les clones soient renvoyés dans la machine à une vitesse de plus de 60km/h. Ayant appris ça, « Parfait » a détruit la machine et est parti avec sa batterie. Adam, ses clones et ses amis organisent alors un plan pour reprendre la batterie, réparer la machine et les faire repartir.
Oncle Mich utilise son neveu et les clones pour sa représentation qui aura un grand succès parmi la foule. 
Après le spectacle, « Parfait » se faisant passer pour Adam emmène Lori avec lui loin de la scène mais la sauveteuse ayant remarqué qu’il s’agissait de lui, le frappe dans les parties et récupère la batterie. S’en suivra une course poursuite jusqu’en haut des toboggans, Lori glisse mais parvient à se retenir à la balustrade, « Parfait » lui promet de la sauver, si elle lui donne la batterie. En bas, Vance moleste Adam pour se venger mais ils sont tous deux alertés par les cris de Lori qui menace de tomber dans le vide, Vance se rend alors compte qu’Adam et « Parfait » sont 2 personnes différentes, il laisse partir Adam à la rescousse de Lori car lui a une phobie du vide.
Adam, arrivé en haut du toboggan fait face à « Parfait ». Lori, qui a réussi à remonter sur le toboggan, descend par celui-ci et donne la batterie à Dani et Sheldon qui ont placé la machine à l’arrivée du toboggan. Avec la batterie, ils peuvent maintenant réparer le banc solaire. 
En haut, Adam se bat contre « parfait » et lui révèle qu’il n’a pas envie de se battre contre lui, sans effet, « parfait » se montre impitoyable. Adam parvient à passer son adversaire par-dessus le toboggan mais l’empêche de tomber en lui tenant la main, étonné, «parfait » lui dit qu’il ne l’aurai jamais fait pour lui. Adam lui répond qu’il le sait avant de le lâcher dans le toboggan. « Parfait » passe dans la machine et disparaît pour de bon. 
Les autres clones qui sont alors montés disent au-revoir à Adam avant de descendre eux-aussi. Le dernier à descendre est le premier clone, Adam lui dira que c’est celui qui lui manquera le plus car il était responsable, attentionné, mature et quelqu’un sur qui on peut compter, le clone lui répondra qu’ils ne partent pas vraiment mais qu’ils sont là en lui pour toujours. 
Adam raccompagne Lori chez elle, avant de rentrer chez lui. Elle lui dit qu’il est « parfait » comme il est. Le lendemain, les parents d’Adam rentrent et l’oncle Mich repart pour Las Vegas. Adam, triste de son départ, lui dit au revoir. Mich dis à Adam de ne pas s’inquiéter, il lui révèle qu’il a signé un contrat avec le directeur de Crash n’Splash, il reviendra tous les étés durant la fête annuelle pour montrer ses talents de magicien. Il reprend le banc solaire avec lui mais confie la batterie à Adam en lui sous-entendant qu’ils en auront besoin l’été prochain. 
Lorsque l’oncle Mich repart sur la route avec son van, Lori arrive chez Adam lui proposant d’aller au parc ensemble s'il a du temps. Adam lui répond que pour elle il aura toujours du temps, le film se termine sur eux main dans la main se dirigeant vers le parc.

## Fiche technique
- Titre : Adam et ses clones
- Titre original : Splitting Adam
- Réalisation : Scott McAboy
- Production : Amy Sydorick
- Producteurs exécutifs : Scott McAboy, Michael Sammaciccia
- Société de production : Pacific Bay Entertainment, Nickelodeon Productions
- Distribution : Nickelodeon Network
- Pays :  États-Unis
- Langue : anglais
- Genre : comédie
- Durée : 93 minutes
- Diffusion :
  -  États-Unis : 15 février 2015
  -  France : 29 avril 2015

## Distribution
- Jace Norman (VFB : Raphaëlle Bruneau) : Adam Baker
- Jack Griffo (VFB : Alexis Flamant) : Vance Hansum
- Isabela Moner (VFB : Mélanie Dermont) : Lori Collins
- Tony Cavellero (VFB : Philippe Allard) : l'oncle Mitch Baker / Magic Mitch
- Amarr M. Wooten (VFB : Grégory Praet) : Sheldon
- Seth Isaac Johnson : Danny
- Tate Chapman : Gillian Baker